# Decticryptis deleta
Decticryptis deleta är en fjärilsart som beskrevs av Moore 1885. Decticryptis deleta ingår i släktet Decticryptis och familjen nattflyn. Inga underarter finns listade i Catalogue of Life.